# Caso Donald Trump em Nova York
The People of the State of New York v. Donald J. Trump (em português: O Povo do Estado de Nova Iorque contra Donald J. Trump) foi um julgamento criminal contra Donald Trump, o então ex-presidente dos Estados Unidos.
Trump é acusado de falsificar registros comerciais para violar limites de financiamento de campanha, influenciar ilegalmente as eleições presidenciais de 2016 e cometer fraude fiscal. Em 30 de maio de 2024, Trump foi considerado culpado em todas as 34 acusações, tornando-se o primeiro e, até agora, o único presidente dos EUA a ser condenado por um crime. A sentença foi marcada para 11 de julho de 2024.
As acusações estão relacionadas a pagamentos feitos à atriz de filmes pornográficos Stormy Daniels para mantê-la em silêncio sobre um relacionamento entre eles. Tanto a acusação como eventual condenação não impede o ex-presidente de concorrer novamente ao cargo mais alto da Casa Branca.

## Escândalo Stormy Daniels

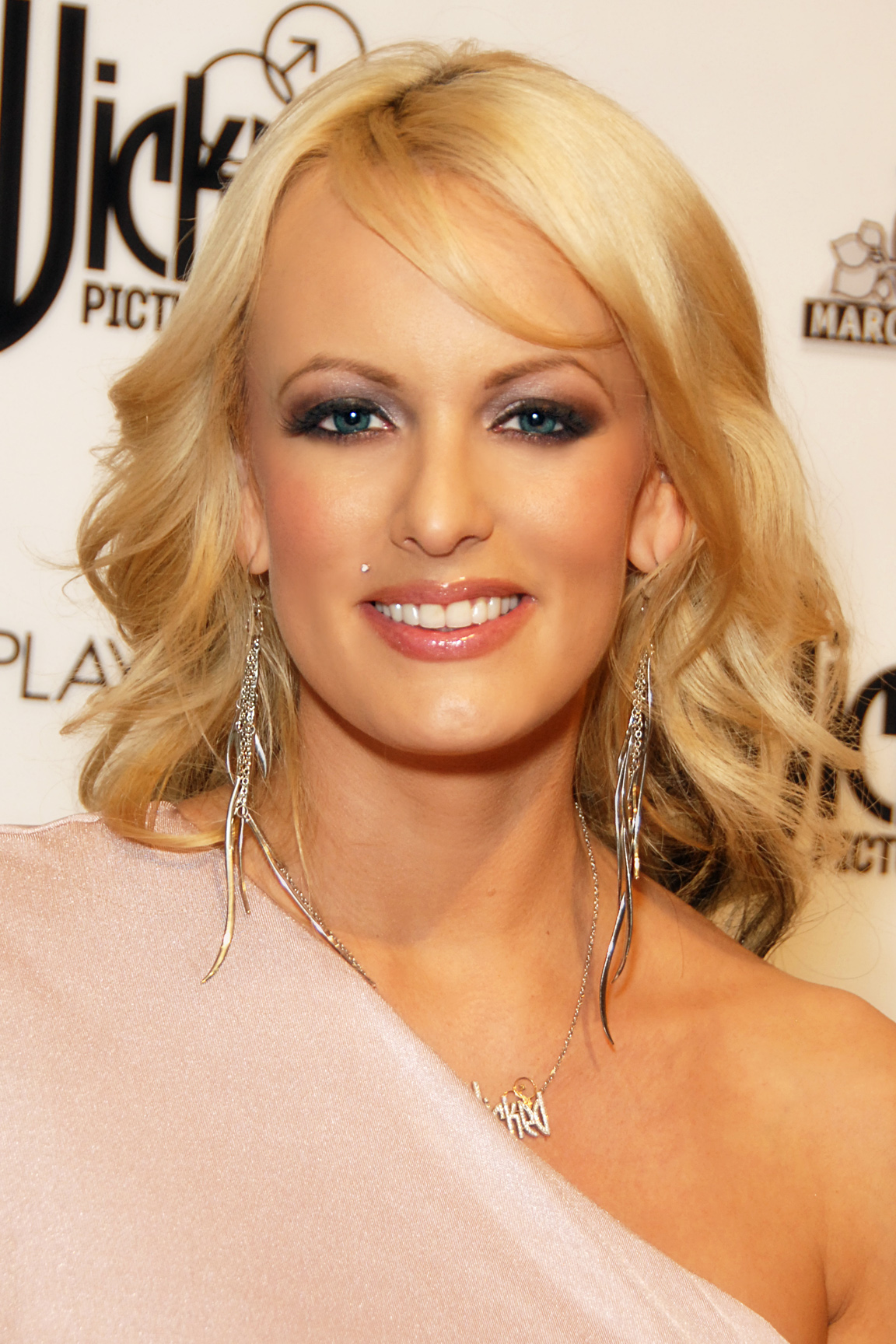
Fotografia de Stormy Daniels em 2010

Em julho de 2006, durante um torneio de golfe em Nevada, Stormy Daniels, uma atriz norte-americana de filmes pornográficos, conheceu Donald Trump. Naquela época, Trump era o apresentador do reality show "O Aprendiz" e já era casado com Melania Trump, sua esposa atual. Segundo relatos de Stormy Daniels, Trump a convidou para seu apartamento, onde tiveram relações sexuais e discutiram a possibilidade de ela participar de seu programa de televisão.
Em 2011, durante o início de uma possível candidatura presidencial de Trump, Stormy Daniels considerou vender sua história para a revista de celebridades Life & Style por US$ 15 000. O advogado de Trump, Michael Cohen, ameaçou processar a revista quando esta solicitou um comentário da Organização Trump sobre o assunto.
Durante a campanha presidencial de Trump em 2016, Stormy tentou mais uma vez vender sua história. O tabloide National Enquirer comprou os direitos em outubro de 2016. Em vez de publicá-la, o tabloide procurou esconder a história para ajudar Trump em sua campanha. O editor-chefe do National Enquirer, Dylan Howard, negociou um acordo de não divulgação de US$ 130 000 entre Stormy e Michael Cohen, advogado do ex-presidente. Apesar do acordo ter sido finalizado, Cohen atrasou o pagamento várias vezes, levando a atriz a cancelar o negócio em outubro de 2016.
Para evitar a revelação de seu envolvimento no ocultamento da história, Michael Cohen enviou o dinheiro para Stormy através de uma empresa de fachada registrada em Delaware.
Inicialmente, Trump negou saber sobre o dinheiro pago a Stormy Daniels, mas em abril de 2018, a bordo do avião Air Force One, disse a um repórter que não sabia de onde Michael Cohen havia obtido o dinheiro para o pagamento à atriz. Rudy Giuliani, ex-prefeito de Nova York e na época advogado de Donald Trump, afirmou em uma entrevista à Fox News que o ex-presidente estava ciente dos pagamentos e que havia reembolsado Michael Cohen.
A acusação contra Trump aponta que o ex-presidente reembolsou Michael Cohen, ao longo de 2017. Ao todo, Trump entregou à Cohen nove cheques, que foram declarados às autoridades americanas como despesas legais.
Em janeiro de 2018, o jornal The Wall Street Journal descobriu a história e publicou uma matéria. Posteriormente, Michael Cohen se declarou culpado de oito acusações criminais relacionadas ao pagamento. Ao admitir sua culpa, Cohen comprometeu Trump no caso, afirmando ter agido "sob a direção de um candidato a um cargo federal". Em dezembro de 2018, Cohen foi condenado a três anos de prisão.
Em 30 de maio de 2024, Trump foi considerado culpado em todas as 34 acusações, tornando-se o primeiro e, até agora, o único presidente dos EUA a ser condenado por um crime.

## Julgamento
O julgamento do ex-presidente dos Estados Unidos começou no dia 15 de abril de 2024 e terá duração estimada entre seis e oito semanas. Donald Trump será obrigado a comparecer presencialmente a todos os dias de julgamento, exceto se necessitar se ausentar por motivo previamente comunicada ao tribunal. Os advogados Todd Blanche e Susan Necheles representam o ex-presidente. O julgamento não será televisionado.
Em 22 de abril, começaram as alegações iniciais. Os promotores acusaram Trump, Cohen e Pecker de violações de financiamento de campanha, alegando que coordenaram pagamentos a duas mulheres, mas ocultaram os registros como parte de uma conspiração para influenciar a eleição de 2016.
A defesa argumentou que o testemunho de Michael Cohen, um criminoso condenado, não podia ser confiável; que os pagamentos eram transações comerciais normais e que, em democracias, é normal que os candidatos tentem influenciar uma eleição.

### Testemunhas de acusação

#### David Pecker
Os promotores convocaram o ex-editor do tabloide National Enquirer, David Pecker, para testemunhar nos dias 22, 23, 25 e 26 de abril como primeira testemunha do caso, ocupando a maior parte da primeira semana do julgamento com seu depoimento. Pecker recebeu imunidade em 2018 em uma investigação federal sobre Michael Cohen em troca de informações sobre acordos de silêncio. Durante seu depoimento, Pecker explicou como ofereceu um esquema de supressão de histórias negativas sobre Trump. Pecker afirmou que agiu a pedido de Trump e com a intenção de ajudá-lo a vencer a presidência, a despeito de ter dúvidas sobre as leis de financiamento de campanha. Após receber uma carta da Comissão Federal de Eleições sobre possíveis violações de campanha, Pecker assinou um acordo de não persecução penal com os promotores federais.

#### Stormy Daniels
Em 7 de maio de 2024, Stormy Daniels prestou depoimento. Daniels testemunhou sobre como conheceu Trump em um torneio de golfe no Lago Tahoe em 2006, e como teve um encontro sexual com o ex-presidente em sua suíte de hotel depois que ele a convidou para jantar.
Daniels relatou que anos mais tarde, em 2011, foi ameaçada num estacionamento, o que a levou a decidir guardar silêncio sobre seu encontro com Trump. No entanto, durante a campanha presidencial de 2016, Trump enfrentou várias acusações de conduta sexual imprópria, e isso fez com que ela mudasse de posição. Ela deixou claro que sua motivação não era financeira, mas sim compartilhar sua história. Durante seu depoimento, a atriz admitiu ter temido não receber os US$ 130 000 do acordo caso Trump perdesse a eleição de 2016 para Hillary Clinton. Essa eleição ocorreu em novembro daquele ano; um mês antes, em outubro, Daniels chegou a interromper as negociações, mas depois elas foram retomadas. O advogado Keith Davidson teria sido o primeiro a receber o pagamento de US$ 130 000 do dinheiro do silêncio, e ela teria recebido US$ 96 000 dele. Ela também reconheceu que assinou uma declaração datada de 10 de janeiro de 2018, na qual havia negado caso, mas testemunhou que não queria assinar aquele documento.
Em razão do depoimento de Daniels, a defesa de Trump pediu anulação do julgamento, sob a alegação de que o relato dela era extremamente prejudicial para um caso ligado a registros contábeis. O pedido foi negado, sob o argumento de que os detalhes sórdidos do depoimento somente foram possíveis porque a defesa questionou a credibilidade e veracidade da versão de Daniels, o que possibilitou que a acusação fizesse perguntas específicas para tentar demonstrar que o relato dela era crível.

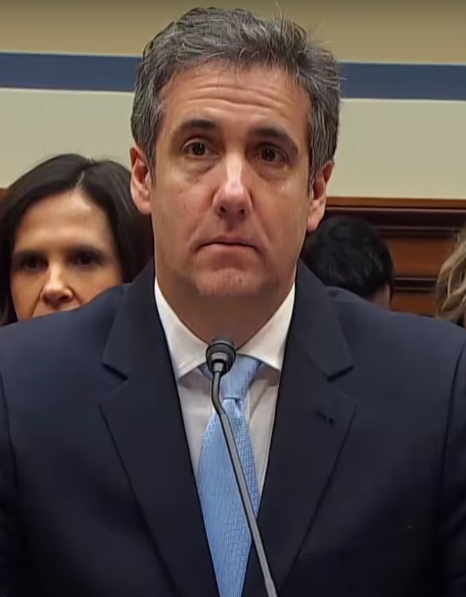
Michael Cohen em 2019

#### Michael Cohen
Em 14 de maio de 2024, Michael Cohen, ex-advogado e assessor de Donald Trump, iniciou seu depoimento. Ele é considerado a principal testemunha do caso. Cohen detalhou uma série de eventos que ocorreram durante a campanha eleitoral de 2016, revelando esforços para encobrir supostos escândalos que poderiam prejudicar a candidatura de Trump. Cohen afirmou que Trump pessoalmente aprovou o pagamento de US$ 130 000 para a atriz pornô Stormy Daniels, destinado a silenciar suas alegações sobre uma relação sexual mantida com Trump uma década antes. Esse pagamento foi feito através de uma empresa ligada a Cohen, e Trump, segundo Cohen, deu a ordem para realizar o pagamento, expressando preocupação com o impacto negativo que uma entrevista de Daniels poderia ter na reta final da campanha.
Além disso, Cohen testemunhou sobre outro episódio envolvendo um pagamento similar para silenciar Karen McDougal, uma ex-modelo da Playboy que também afirmava ter mantido um relacionamento com Trump. Cohen afirmou que Trump estava ciente desses pagamentos e instruiu-o a garantir que essas histórias não viessem à tona durante a campanha eleitoral. Os pagamentos foram orquestrados de forma a parecerem honorários advocatícios para Cohen, e não despesas de campanha.
Cohen descreveu sua relação próxima com Trump, afirmando que seu papel era ameaçar pessoas com processos e plantar histórias positivas na imprensa em nome de Trump. Ele afirmou que Trump se comunicava principalmente por telefone ou pessoalmente, evitando o uso de e-mails devido a preocupações com a segurança.

### Testemunhas de Defesa
Os advogados do ex-presidente Trump começaram a apresentar a defesa perante o juri 20 de maio e encerrou em 21 de maio, após chamar duas testemunhas. Trump não testemunhou.

#### Daniel Sitko
No dia 20 de maio, Daniel Sitko, um assistente jurídico do advogado do ex-presidente, prestou depoimento. A testemunha apresentou um registro de ligações telefônicas entre Michael Cohen e Robert Costello, o advogado que Rudolph Giuliani sugeriu que Cohen contratasse em 2018.

#### Robert Costello

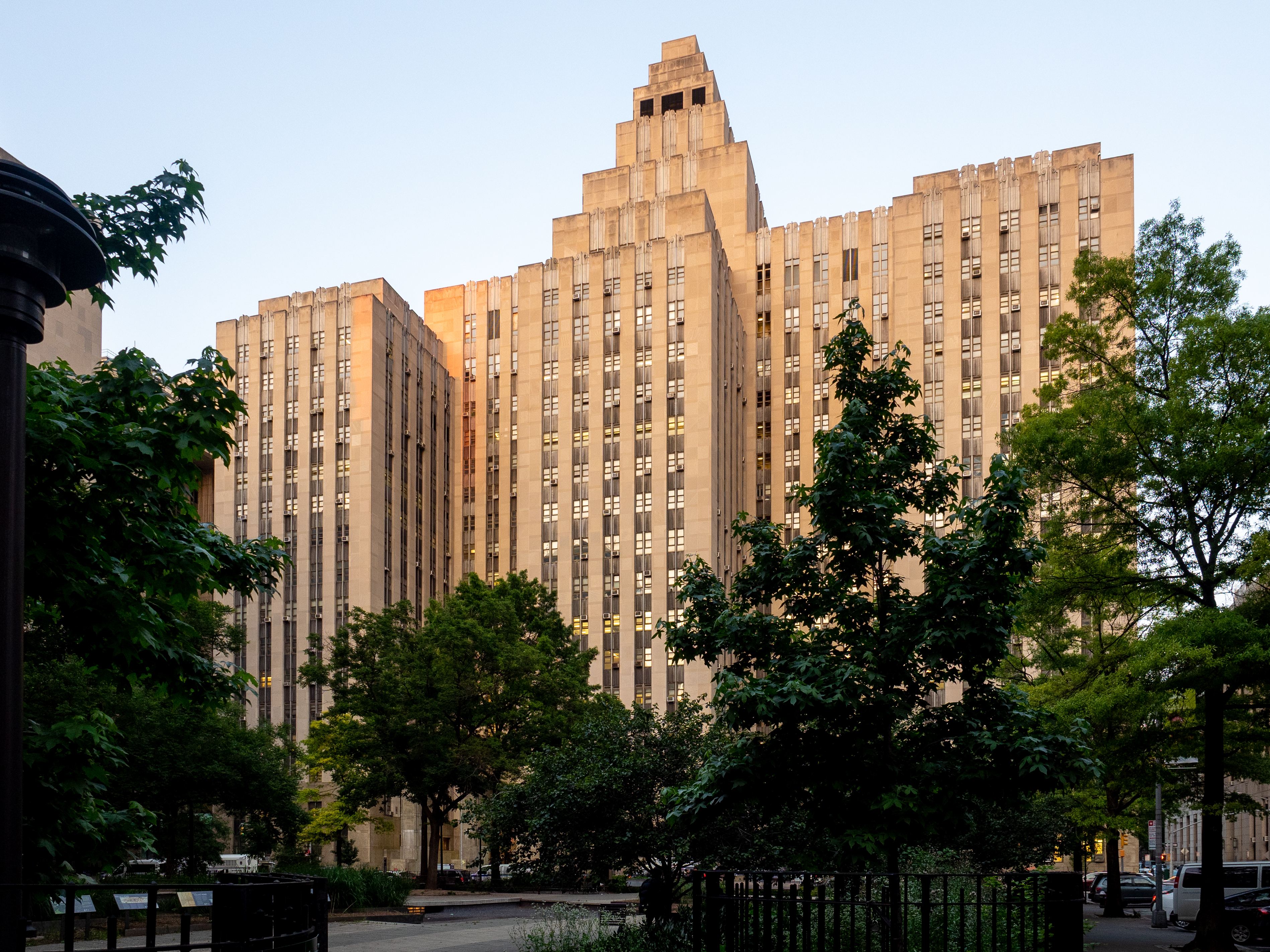
Edifício em Nova Iorque, no qual fica localizada Corte Criminal de Manhattan

Robert Costello foi ouvido entre 20 e 21 de maio. Costello testemunhou que Michael Cohen disse não ter nada contra Trump e que Trump não sabia sobre o dinheiro para para silenciar Stormy Daniels.

### Alegações finais
O advogado de Trump, Todd Blanche, iniciou seus argumentos finais em 11 de maio, argumentando que os promotores não provaram que Trump falsificou documentos para encobrir um pagamento a Stormy Daniels. Blanche afirmou que os pagamentos para Michael Cohen eram de honorários advocatícios e que o advogado já havia trabalhado para Trump.
O promotor Joshua Steinglass, em seus argumentos finais, mostrou ao júri um vídeo de Trump ofendendo mulheres que o acusaram de má conduta sexual. Afirmou, ainda, que se a Stormy Daniels tivesse tornado sua pública sua alegação, isso “seria capaz de custar a ele toda a eleição, e ele sabia disso”. Afirmou também, sobre a importância do caso para as eleições, que “não é coincidência o fato da relação sexual ter acontecido em 2006, mas o pagamento ter ocorrido menos de duas semanas antes da eleição de 2016”.

## Condenação
Em 30 de maio de 2024, Trump foi considerado culpado em todas as 34 acusações, tornando-se o primeiro ex-presidente dos EUA a ser condenado por um crime. O juiz Merchan negou um pedido de absolvição apresentado pela defesa. Após o julgamento, Trump chamou o processo de "uma vergonha", dizendo que foi "um julgamento manipulado por um juiz com conflito de interesses e corrupto".

## Procedimentos pós-julgamento

### Sentenciamento
A audiência de sentença de Trump está atualmente agendada para 11 de julho de 2024. O juiz do caso tem amplo poder para determinar sua sentença, que pode incluir multas, liberdade condicional ou até mesmo prisão, mas fatores como a idade de 77 anos de Trump e a ausência de condenações criminais anteriores provavelmente serão consideradas em favor do ex-presidente.